# Pulo Blang (Jangka)
Pulo Blang is een bestuurslaag in het regentschap Bireuen van de provincie Atjeh, Indonesië. Pulo Blang telt 497 inwoners (volkstelling 2010).